# Factor de compressibilitat
El factor de compressibilitat, denotat per Z, és una propietat termodinàmica adimensional molt útil per modificar la llei dels gasos ideals de tal manera que sigui vàlida pel comportament d'un gas real. En general, la desviació del comportament ideal esdevé més important quan el gas està més a prop d'un canvi de fase, com més baixa és la temperatura o com més alta és la pressió. Els valors del factor de compressibilitat se solen obtenir a partir d'equacions d'estat tals com l'equació del virial. Per un gas que sigui una barreja de dos o més gasos purs (per exemple, aire o gas natural), cal la seva composició abans que es pugui calcular la compressibilitat.
Alternativament, el factor de compressibilitat per gasos específics es pot obtenir llegint gràfics de compressibilitat generalitzada que representen Z en funció de la pressió a temperatura constant.

## Definició i significat físic
El factor de compressibilitat es defineix de la següent manera:
{\displaystyle Z={\frac {V_{\mathrm {m} }}{(V_{\mathrm {m} })_{\text{gas ideal}}}}={\frac {pV_{\mathrm {m} }}{RT}},}
On {\displaystyle V_{\mathrm {m} }} és el volum molar, {\displaystyle (V_{\mathrm {m} })_{\text{gas ideal}}=RT/p} és el volum molar del gas ideal corresponent, {\displaystyle p} és la pressió, {\displaystyle T} és la temperatura i {\displaystyle R} és la constant dels gasos. Per aplicacions de l'enginyeria, se sol expressar de la següent manera:
{\displaystyle Z={\frac {p}{\rho R_{\text{específica}}T}},}
On {\displaystyle \rho } és la densitat del gas i {\displaystyle R_{\text{específica}}=R/M} és la constant dels gasos específica, amb {\displaystyle M} la massa molar.
Per un gas ideal el factor de compressibilitat és, per definició, {\displaystyle Z=1}. En moltes aplicacions del món real les necessitats de precisió requereixen que es tinguin en compte les desviacions del comportament com a gas ideal, és a dir, cal considerar el gas estudiat com un gas real. El valor de Z sol incrementar amb la pressió i decréixer amb la temperatura. A altes pressions, les molècules col·lideixen més freqüentment, la qual cosa fa que les forces repulsives entre elles tinguin un efecte apreciable de tal manera que el volum molar del gas real ({\displaystyle V_{\mathrm {m} }}) és més gran que el volum molar del gas ideal corresponent ({\displaystyle (V_{\mathrm {m} })_{\text{gas ideal}}=RT/p}). Quan les pressions són més baixes, les molècules es poden moure lliurement: en aquest cas dominen les forces d'atracció, de tal manera que {\displaystyle Z<1}. Com més a prop estigui el gas del seu punt crític o punt d'ebullició, més es desvia {\displaystyle Z} del cas ideal.

## Gràfics del factor de compressibilitat generalitzat per a gasos purs

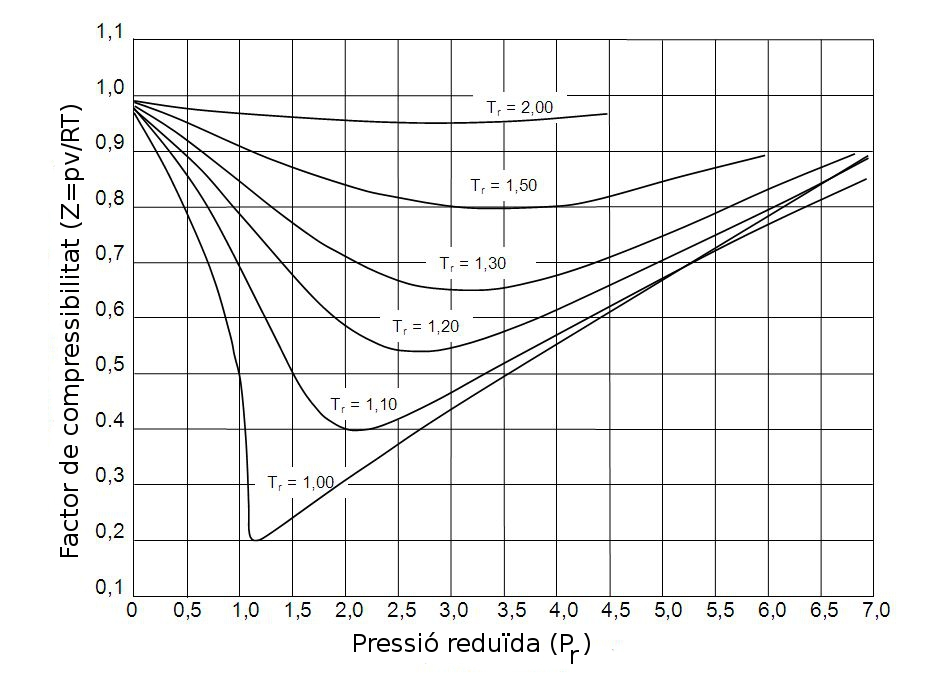
Diagrama del factor de compressibilitat generalitzat

La relació única entre el factor de compressibilitat i la temperatura reduïda ({\displaystyle T_{r}}) i la pressió reduïda ({\displaystyle P_{r}}) fou reconeguda per primer cop per Johannes Diderik van der Waals l'any 1873 i es coneix com el principi dels estats corresponents de dos paràmetres. El principi dels estats corresponents expressa la generalització que les propietats d'un gas que depenen de forces intermoleculars estan relacionades amb les propietats crítiques del gas de manera universal. Això constitueix la base més important del desenvolupament de les correlacions de propietats moleculars.
Pel que fa a la compressibilitat dels gasos, el principi dels estats corresponents indica que qualsevol gas pur a la mateixa temperatura reduïda ({\displaystyle T_{r}}) i pressió reduïda ({\displaystyle P_{r}}) ha de tenir el mateix factor de compressibilitat.
La pressió i temperatura reduïdes es defineixen per:
{\displaystyle T_{r}={\frac {T}{T_{c}}}} i {\displaystyle P_{r}={\frac {P}{P_{c}}}}
{\displaystyle T_{c}} i {\displaystyle P_{c}} es coneixen com la temperatura crítica i pressió crítica d'un gas, respectivament. Són característiques de cada gas específic; {\displaystyle T_{c}} és la temperatura per sobre de la qual és impossible liquar el gas i {\displaystyle P_{c}} és la pressió mínima requerida per liquar un gas a la seva temperatura crítica. Les dues juntes defineixen el punt crític d'un fluid sobre el qual no existeixen fases gasoses i líquides diferenciades d'un fluid.
La dades de pressió-volum-temperatura (PVT) de gasos reals varia d'un gas pur a un altre. De totes maneres, quan els factors de compressibilitat de diversos gasos d'un sol component es representen en funció de la pressió amb isotermes de temperatura, molts dels gràfics mostren formes isotermes similars. Per tal d'obtenir un gràfic generalitzat que es pugui fer servir per molts gasos diferents, la pressió i temperatura reduïdes ({\displaystyle P_{r}} i {\displaystyle T_{r}}) es fan servir per normalitzar les dades de factor de compressibilitat. La figura de la dreta és un exemple d'un gràfic de factor de compressibilitat generalitzat obtingut a partir de centenars de punts de dades experimentals PVT per 10 gasos purs: metà, età, etilè, propà, n-butà, i-pentà, n-hexà, nitrogen, diòxid de carboni i vapor.
Hi ha gràfics de factor de compressibilitat generalitzat més detallats que es basen en 25 o més gasos purs, tals com els gràfics de Nelson-Obert. Aquests gràfics tenen una percisió dins de l'1-2% per valors de {\displaystyle Z} majors de 0,6 i entre el 4-6% per valors de {\displaystyle Z} de 0,3-0,6.
Els diagrames de factor de compressibilitat generalitzat poden mostrar un error considerable per gasos fortament polars, és a dir, gasos pels quals els centres de la càrrega positiva i negativa no coincideixen. En tals casos, l'estimació de {\displaystyle Z} pot tenir un error de fins al 15-20%.

### Correcció per l'hidrogen, l'heli i el neó
Els gasos quàntics hidrogen, heli i neó no s'ajusten al comportament d'estats corresponents; la temperatura i pressió reduïdes per aquests tres casos s'ha de redefinir de la manera següent per tal de millorar la precisió de la predicció dels seus factors de compressibilitat quan es fan servir els gràfics de factor de compressibilitat generalitzat:
{\displaystyle T_{r}={\frac {T}{T_{c}+8}}} i {\displaystyle P_{r}={\frac {P}{P_{c}+8}}}
On les temperatures són en kèlvins i les pressions en atmosferes.

## Models teòrics
L'equació del virial és especialment útil per descriure les causes de la no-idealitat d'un gas a nivell molecular (molt pocs gasos són monoatòmics) i deriva directament de la mecànica estadística:
{\displaystyle {\frac {PV_{\mathrm {m} }}{RT}}=1+{\frac {B}{V_{\mathrm {m} }}}+{\frac {C}{V_{\mathrm {m} }^{2}}}+{\frac {D}{V_{\mathrm {m} }^{3}}}+\dots }
On els coeficients del numerador es coneixen com els coeficients del virial i són funció de la temperatura.

## Valors experimentals
És molt díficil generalitzar a quines pressions i temperatures la desviació del gas ideal esdevé important. Per norma general, la llei dels gasos ideals és raonablement precisa fins a una pressió d'unes 2 atm, i fins i tot major per molècules petites no associatives. Per exemple, el clorometà –una molècula altament polar i, per tant, amb forces intermoleculars significatives– té un valor experimental de factor de compressibilitat de Z=0,9152 a una pressió de 10 atm i una temperatura de 100 °C. Per l'aire (molècules petites no polars) a aproximadament les mateixes condicions, el factor de compressibilitat és tan sols Z=1,0025 (vegeu la taula de sota a 10 bar, 400 K).

### Compressibilitat de l'aire
L'aire normal comprèn, aproximadament, el 80% de nitrogen (N
2) i el 20% d'oxigen (O
2). Ambdues molècules són petites i no polars (i, per tant, no associatives). Es pot esperar, doncs, que el comportament de l'aire en un rang ampli de canvis de temperatura i pressió es pot aproximar com un gas ideal amb una precisió raonable. Els valors experimentals del seu factor de compressibilitat, tal com es veu a la taula a continuació, ho confirmen.

Z de l'aire com a funció de la pressió en un rang 1-500 bar
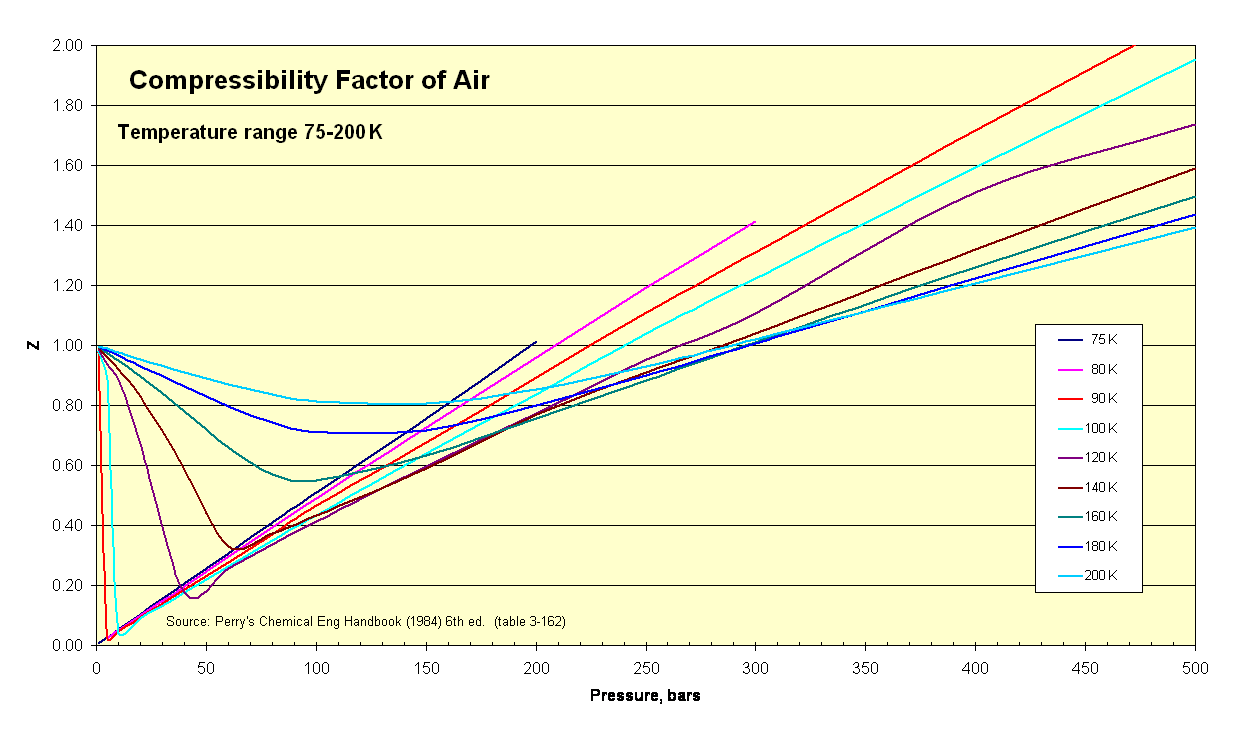
Isotermes 75-200 K
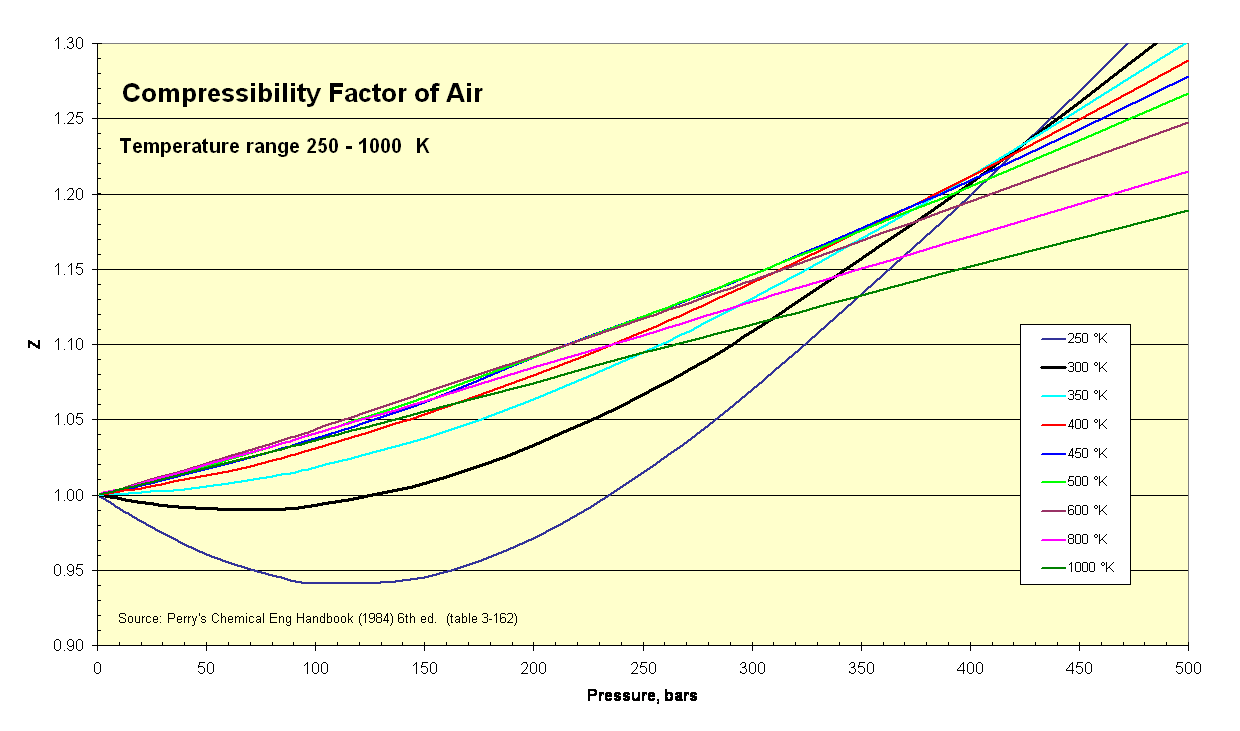
Isotermes 250-1000 K

|         | Pressió, bar (absoluta) |        |        |        |        |        |        |        |        |        |        |        |        |        |
| Temp, K | 1                       | 5      | 10     | 20     | 40     | 60     | 80     | 100    | 150    | 200    | 250    | 300    | 400    | 500    |
| 75      | 0,0052                  | 0,0260 | 0,0519 | 0,1036 | 0,2063 | 0,3082 | 0,4094 | 0,5099 | 0,7581 | 1,0125 |        |        |        |        |
| 80      |                         | 0,0250 | 0,0499 | 0,0995 | 0,1981 | 0,2958 | 0,3927 | 0,4887 | 0,7258 | 0,9588 | 1,1931 | 1,4139 |        |        |
| 90      | 0,9764                  | 0,0236 | 0,0453 | 0,0940 | 0,1866 | 0,2781 | 0,3686 | 0,4681 | 0,6779 | 0,8929 | 1,1098 | 1,3110 | 1,7161 | 2,1105 |
| 100     | 0,9797                  | 0,8872 | 0,0453 | 0,0900 | 0,1782 | 0,2635 | 0,3498 | 0,4337 | 0,6386 | 0,8377 | 1,0395 | 1,2227 | 1,5937 | 1,9536 |
| 120     | 0,9880                  | 0,9373 | 0,8860 | 0,6730 | 0,1778 | 0,2557 | 0,3371 | 0,4132 | 0,5964 | 0,7720 | 0,9530 | 1,1076 | 1,5091 | 1,7366 |
| 140     | 0,9927                  | 0,9614 | 0,9205 | 0,8297 | 0,5856 | 0,3313 | 0,3737 | 0,4340 | 0,5909 | 0,7699 | 0,9114 | 1,0393 | 1,3202 | 1,5903 |
| 160     | 0,9951                  | 0,9748 | 0,9489 | 0,8954 | 0,7803 | 0,6603 | 0,5696 | 0,5489 | 0,6340 | 0,7564 | 0,8840 | 1,0105 | 1,2585 | 1,4970 |
| 180     | 0,9967                  | 0,9832 | 0,9660 | 0,9314 | 0,8625 | 0,7977 | 0,7432 | 0,7084 | 0,7180 | 0,7986 | 0,9000 | 1,0068 | 1,2232 | 1,4361 |
| 200     | 0,9978                  | 0,9886 | 0,9767 | 0,9539 | 0,9100 | 0,8701 | 0,8374 | 0,8142 | 0,8061 | 0,8549 | 0,9311 | 1,0185 | 1,2054 | 1,3944 |
| 250     | 0,9992                  | 0,9957 | 0,9911 | 0,9822 | 0,9671 | 0,9549 | 0,9463 | 0,9411 | 0,9450 | 0,9713 | 1,0152 | 1,0702 | 1,1990 | 1,3392 |
| 300     | 0,9999                  | 0,9987 | 0,9974 | 0,9950 | 0,9917 | 0,9901 | 0,9903 | 0,9930 | 1,0074 | 1,0326 | 1,0669 | 1,1089 | 1,2073 | 1,3163 |
| 350     | 1,0000                  | 1,0002 | 1,0004 | 1,0014 | 1,0038 | 1,0075 | 1,0121 | 1,0183 | 1,0377 | 1,0635 | 1,0947 | 1,1303 | 1,2116 | 1,3015 |
| 400     | 1,0002                  | 1,0012 | 1,0025 | 1,0046 | 1,0100 | 1,0159 | 1,0229 | 1,0312 | 1,0533 | 1,0795 | 1,1087 | 1,1411 | 1,2117 | 1,2890 |
| 450     | 1,0003                  | 1,0016 | 1,0034 | 1,0063 | 1,0133 | 1,0210 | 1,0287 | 1,0374 | 1,0614 | 1,0913 | 1,1183 | 1,1463 | 1,2090 | 1,2778 |
| 500     | 1,0003                  | 1,0020 | 1,0034 | 1,0074 | 1,0151 | 1,0234 | 1,0323 | 1,0410 | 1,0650 | 1,0913 | 1,1183 | 1,1463 | 1,2051 | 1,2667 |
| 600     | 1,0004                  | 1,0022 | 1,0039 | 1,0081 | 1,0164 | 1,0253 | 1,0340 | 1,0434 | 1,0678 | 1,0920 | 1,1172 | 1,1427 | 1,1947 | 1,2475 |
| 800     | 1,0004                  | 1,0020 | 1,0038 | 1,0077 | 1,0157 | 1,0240 | 1,0321 | 1,0408 | 1,0621 | 1,0844 | 1,1061 | 1,1283 | 1,1720 | 1,2150 |
| 1000    | 1,0004                  | 1,0018 | 1,0037 | 1,0068 | 1,0142 | 1,0215 | 1,0290 | 1,0365 | 1,0556 | 1,0744 | 1,0948 | 1,1131 | 1,1515 | 1,1889 |